# Cheng Chu Sian
Chang Chu Sian (né le 1er mars 1986 à Kuala Lumpur en Malaisie) est un archer malaisien.

## Biographie
Aux Jeux de Pékin, en 2008, il termine huitième de l'individuelle et sixième de la compétition par équipe. Aux Championnats d'Asie de 2007, il enlève la deuxième place de la compétition par équipes homme.

## Palmarès
- Jeux olympiques
  - 8e place à la compétition individuelle homme aux Jeux olympiques d'été de 2008 à Pékin.
  - 6e place à la compétition par équipe homme aux Jeux olympiques d'été de 2008 à Pékin.

- Championnats d'Asie
  -  Médaille d'argent à la compétition par équipe homme aux Championnats d'Asie de 2007 à Xi'an.